# Uwe Boers
Uwe Boers (* 12. Mai 1944) ist ein deutscher ehemaliger Fußballspieler, der in der Abwehr spielte.

## Karriere
Boers spielte von 1964 bis 1970 beim SC Concordia Hamburg, zu dem er – nach dem Abstieg der Hamburger aus der damals zweitklassigen Regionalliga Nord – auch 1972 nach dem Gastspiel beim Karlsruher SC, für den er acht Partien in der Regionalliga Süd bestritt, wieder zurückwechselte.
Am dritten Spieltag der Regionalligarunde 1964/65, am 23. August 1964, bei einer 1:3-Auswärtsniederlage beim VfB Oldenburg, debütierte der 20-jährige Boers an der Seite von Mitspielern wie Torhüter Harald Voigt, Claus Martens, Jochen Buchner, Gerd Meister, Horst Engel und Heiner Castorff in der zweitklassigen Regionalliga Nord.
Das Traineramt übte ab dieser Runde der ehemalige HSV-Coach Martin Wilke bei „Cordi“ aus.
Als Concordia in der Saison 1969/70 abgeschlagen den letzten Platz belegte und damit in das Hamburger Amateurlager abstieg, war Boers unter den Trainern Günter Woitas (bis 25. März 1970) und Reinhold Ertel (ab 26. März 1970) in 29 Ligaspielen aufgelaufen. Das letzte Regionalligaspiel bestritt Boers mit Concordia am 21. Mai 1970 bei einer 0:2-Niederlage beim VfL Wolfsburg. Das Tor hatte Gerhard Teupel gehütet, Werner Bayerl und Claus Vogler hatten sich in der Offensive des von Spielführer Claus Martens angeführten Teams versucht.
Nach dem Abstieg hatte Boers ein Angebot vom Karlsruher SC vorliegen und spielte zur Saison 1970/71 in der Regionalliga Süd. Bei der Mannschaft von Trainer Kurt Baluses debütierte der Abwehrspieler am 29. August 1970, bei einer 0:2-Auswärtsniederlage gegen den 1. FC Nürnberg, in der Regionalliga Süd. Er hatte dabei vor Torhüter Rudi Wimmer zusammen mit Eugen Ehmann, Jürgen Weidlandt und Günther Fuchs die Defensive des Teams aus dem Wildparkstadion gebildet. Am Rundenende belegten die zwei Mannschaften die ersten zwei Plätze im Süden und zogen in die Bundesligaaufstiegsrunde ein, wo sie aber keinen Erfolg hatten.